# Cafeteros de Yauco 2023
Questa voce raccoglie le informazioni riguardanti i Cafeteros de Yauco nelle competizioni ufficiali della stagione 2023.

## Stagione
I Cafeteros de Yauco partecipano al loro quarantasettesimo campionato di Liga de Voleibol Superior Masculino: dopo aver ottenuto il secondo posto al termine della regular season, partecipano ai play-off scudetto, dove superano i quarti di finale come primi classificati nel proprio girone, qualificandosi quindi per le semifinali, dove escono di scena venendo sconfitti in cinque gare dai Changos de Naranjito.

## Organigramma societario
Area direttiva
- Presidente: Jorge Báez

Area tecnica
- Primo allenatore: Abel Franceschi

## Rosa
| N° | Nome               | Ruolo | Data di nascita   | Nazionalità sportiva |
| -- | ------------------ | ----- | ----------------- | -------------------- |
| 1  | Javier Rodríguez   | O     | 15 agosto 1997    | Porto Rico           |
| 2  | Antonio Delgado    | L     | 3 maggio 1999     | Porto Rico           |
| 2  | Joseph Kauliakamoa | P     | 12 agosto 1989    | Stati Uniti          |
| 3  | Víctor Cosme       | L     | 8 novembre 1989   | Porto Rico           |
| 5  | Leemanuel Lamboy   | C     | 20 gennaio 1999   | Porto Rico           |
| 6  | Yadiel Nadal       | P     | 9 agosto 1997     | Porto Rico           |
| 7  | Carlos Negrón      | C     | 7 luglio 2000     | Porto Rico           |
| 8  | Eddie Rivera       | S     | 16 giugno 1992    | Porto Rico           |
| 9  | Gabriel Quiñones   | P     | 20 ottobre 1994   | Porto Rico           |
| 10 | Iván Fernández     | C     | 27 ottobre 1997   | Porto Rico           |
| 11 | Jessie Colón       | C     | 20 settembre 1984 | Porto Rico           |
| 13 | Jovanny Torres     | S     | 8 giugno 1999     | Porto Rico           |
| 14 | Sebastián Negrón   | O     | 15 febbraio 2001  | Porto Rico           |
| 15 | Orlando Santiago   | S     | 3 giugno 1996     | Porto Rico           |
| 16 | Jackson Rivera     | S     | 19 agosto 1987    | Porto Rico           |
| 18 | Ricardo Massanet   | L     | 11 gennaio 1998   | Porto Rico           |

## Mercato
| Acquisti                               | Acquisti           | Acquisti              | Acquisti   |
| R.                                     | Nome               | da                    | Modalità   |
| -------------------------------------- | ------------------ | --------------------- | ---------- |
| L                                      | Antonio Delgado    | IE Matadors           | definitivo |
| C                                      | Iván Fernández     | Puerto Rico Pythons   | definitivo |
| C                                      | Leemanuel Lamboy   | -                     | definitivo |
| L                                      | Ricardo Massanet   | Puerto Rico Pythons   | definitivo |
| P                                      | Yadiel Nadal       | Indios de Mayagüez    | definitivo |
| S                                      | Jackson Rivera     | Changos de Naranjito  | definitivo |
| O                                      | Javier Rodríguez   | -                     | definitivo |
| S                                      | Orlando Santiago   | Puerto Rico Pythons   | definitivo |
| S                                      | Jovanny Torres     | Puerto Rico Pythons   | definitivo |
| Trasferimenti nel corso della stagione |                    |                       |            |
| L                                      | Víctor Cosme       | Plataneros de Corozal | definitivo |
| P                                      | Joseph Kauliakamoa | -                     | definitivo |

| Cessioni                               | Cessioni          | Cessioni             | Cessioni   |
| R.                                     | Nome              | a                    | Modalità   |
| -------------------------------------- | ----------------- | -------------------- | ---------- |
| O                                      | Christian Burgos  | Gigantes de Adjuntas | definitivo |
| L                                      | Darryel Maldonado | Gigantes de Adjuntas | definitivo |
| C                                      | José Quiñones     | -                    | ritirato   |
| S                                      | Erick Ramos       | -                    | ritirato   |
| C                                      | Sebastián Rivera  | -                    | ritirato   |
| P                                      | Luis Ruiz         | Puerto Rico Pythons  | definitivo |
| S                                      | Jovanny Torres    | Puerto Rico Pythons  | definitivo |
| Trasferimenti nel corso della stagione |                   |                      |            |
| L                                      | Antonio Delgado   | -                    | svincolato |
| P                                      | Gabriel Quiñones  | -                    | svincolato |

## Risultati

### LVSM

#### Regular season
| 1ª giornata - 12 agosto 2023 Coliseo Rafael Llull Pérez, Adjuntas          | Gigantes de Adjuntas     | 0 - 3 | Cafeteros de Yauco       | 23-25, 23-25, 14-25               |
| 2ª giornata - 16 agosto 2023 Coliseo Raúl "Pipote" Oliveras, Yauco         | Cafeteros de Yauco       | 3 - 0 | Caribes de San Sebastián | 25-20, 25-16, 25-21               |
| 3ª giornata - 18 agosto 2023 Coliseo Carmen Zoraida Figueroa, Corozal      | Plataneros de Corozal    | 0 - 3 | Cafeteros de Yauco       | 16-25, 24-26, 18-25               |
| 4ª giornata - 24 agosto 2023 Coliseo Gelito Ortega, Naranjito              | Changos de Naranjito     | 3 - 2 | Cafeteros de Yauco       | 24-26, 25-23, 25-22, 20-25, 15-12 |
| 5ª giornata - 1º settembre 2023 Coliseo Raúl "Pipote" Oliveras, Yauco      | Cafeteros de Yauco       | 3 - 2 | Gigantes de Adjuntas     | 22-25, 25-19, 25-21, 23-25, 15-6  |
| 6ª giornata - 3 settembre 2023 Coliseo Raúl "Pipote" Oliveras, Yauco       | Cafeteros de Yauco       | 2 - 3 | Mets de Guaynabo         | 21-25, 25-22, 25-19, 25-27, 13-15 |
| 7ª giornata - 8 settembre 2023 Coliseo Raúl "Pipote" Oliveras, Yauco       | Cafeteros de Yauco       | 3 - 0 | Gigantes de Adjuntas     | 25-19, 25-22, 25-20               |
| 8ª giornata - 10 settembre 2023 Coliseo Raúl "Pipote" Oliveras, Yauco      | Cafeteros de Yauco       | 3 - 0 | Caribes de San Sebastián | 25-23, 25-20, 25-19               |
| 9ª giornata - 15 settembre 2023 Palacio de Recreación y Deportes, Mayagüez | Indios de Mayagüez       | 2 - 3 | Cafeteros de Yauco       | 25-16, 19-25, 25-21, 16-25, 13-15 |
| 10ª giornata - 22 settembre 2023 Coliseo Raúl "Pipote" Oliveras, Yauco     | Cafeteros de Yauco       | 3 - 1 | Indios de Mayagüez       | 20-25, 25-15, 25-13, 25-17        |
| 11ª giornata - 24 settembre 2023 Coliseo Raúl "Pipote" Oliveras, Yauco     | Cafeteros de Yauco       | 2 - 3 | Plataneros de Corozal    | 25-16, 23-25, 25-19, 21-25, 12-15 |
| 12ª giornata - 28 settembre 2023 Coliseo Raúl "Pipote" Oliveras, Yauco     | Cafeteros de Yauco       | 3 - 1 | Changos de Naranjito     | 25-18, 22-25, 26-24, 25-23        |
| 13ª giornata - 8 ottobre 2023 Coliseo Mario Morales, Guaynabo              | Mets de Guaynabo         | 3 - 1 | Cafeteros de Yauco       | 25-18, 22-25, 25-22, 25-17        |
| 14ª giornata - 12 ottobre 2023 Coliseo Luis Aymat Cardona, San Sebastián   | Caribes de San Sebastián | 1 - 3 | Cafeteros de Yauco       | 24-26, 25-19, 22-25, 18-25        |
| 15ª giornata - 14 ottobre 2023 Coliseo Gelito Ortega, Naranjito            | Changos de Naranjito     | 3 - 2 | Cafeteros de Yauco       | 25-18, 24-26, 19-25, 25-18, 15-10 |
| 16ª giornata - 18 ottobre 2023 Coliseo Mario Morales, Guaynabo             | Mets de Guaynabo         | 1 - 3 | Cafeteros de Yauco       | 20-25, 26-24, 23-25, 22-25        |
| 17ª giornata - 20 ottobre 2023 Coliseo Raúl "Pipote" Oliveras, Yauco       | Cafeteros de Yauco       | 3 - 0 | Indios de Mayagüez       | 25-22, 25-18, 25-9                |
| 18ª giornata - 25 ottobre 2023 Coliseo Carmen Zoraida Figueroa, Corozal    | Plataneros de Corozal    | 3 - 0 | Cafeteros de Yauco       | 25-21, 27-25, 25-20               |

#### Play-off
| Quarti di finale (gara 1) - 8 novembre 2023 Coliseo Raúl "Pipote" Oliveras, Yauco        | Cafeteros de Yauco   | 3 - 0 | Indios de Mayagüez   | 25-21, 25-19, 36-34               |
| Quarti di finale (gara 3) - 12 novembre 2023 Coliseo Raúl "Pipote" Oliveras, Yauco       | Cafeteros de Yauco   | 3 - 0 | Mets de Guaynabo     | 25-23, 25-23, 26-24               |
| Quarti di finale (gara 5) - 16 novembre 2023 Coliseo Arquelio Torres Ramírez, San Germán | Indios de Mayagüez   | 0 - 3 | Cafeteros de Yauco   | 20-25, 20-25, 21-25               |
| Quarti di finale (gara 6) - 18 novembre 2023 Coliseo Mario Morales, Guaynabo             | Mets de Guaynabo     | 3 - 2 | Cafeteros de Yauco   | 25-18, 14-25, 25-22, 23-25, 15-10 |
| Semifinale (gara 1) - 22 novembre 2023 Coliseo Gelito Ortega, Naranjito                  | Changos de Naranjito | 3 - 0 | Cafeteros de Yauco   | 25-19, 25-16, 25-21               |
| Semifinale (gara 2) - 24 novembre 2023 Coliseo Raúl "Pipote" Oliveras, Yauco             | Cafeteros de Yauco   | 0 - 3 | Changos de Naranjito | 19-25, 23-25, 19-25               |
| Semifinale (gara 3) - 26 novembre 2023 Coliseo Gelito Ortega, Naranjito                  | Changos de Naranjito | 3 - 0 | Cafeteros de Yauco   | 25-19, 25-23, 25-19               |
| Semifinale (gara 4) - 29 novembre 2023 Coliseo Raúl "Pipote" Oliveras, Yauco             | Cafeteros de Yauco   | 3 - 2 | Changos de Naranjito | 25-23, 18-25, 23-25, 27-25, 16-14 |
| Semifinale (gara 5) - 2 dicembre 2023 Coliseo Gelito Ortega, Naranjito                   | Changos de Naranjito | 3 - 0 | Cafeteros de Yauco   | 25-23, 25-15, 27-25               |

## Statistiche

### Statistiche di squadra
| Competizione | Punti | In casa | In casa | In casa | In trasferta | In trasferta | In trasferta | Totale | Totale | Totale |
| Competizione | Punti | G       | V       | P       | G            | V            | P            | G      | V      | P      |
| ------------ | ----- | ------- | ------- | ------- | ------------ | ------------ | ------------ | ------ | ------ | ------ |
| LVSM         | 38    | 13      | 10      | 3       | 14           | 6            | 8            | 27     | 16     | 11     |
| Totale       | -     | 13      | 10      | 3       | 14           | 6            | 8            | 27     | 16     | 11     |

G = partite giocate; V = partite vinte; P = partite perse

### Statistiche dei giocatori
Dati non disponibili.